# Teilereinigung
Gewerbliche und industrielle Teilereinigung dient zur Entfernung unerwünschter Schichten oder Partikel von den zu reinigenden Teilen, um die Qualität entweder von Folgeprozessen (wie etwa Farbbeschichten, Galvanisieren, Härten), oder die Reinheit der Endprodukte sicherzustellen.

## Abgrenzungen
Sehr oft findet man für die hier beschriebenen Tätigkeiten die folgenden Bezeichnungen:
Metallreinigung (englisch metal cleaning), Metall-Oberflächenreinigung (engl. metal surface cleaning), Bauteilreinigung (engl. parts or component cleaning), Entfettung (engl. degreasing). Diese haben sich im Sprachgebrauch etabliert, leiden aber unter einer gewissen Ungenauigkeit. Metallreinigung ist leicht mit einer Raffination verunreinigter Metalle zu verwechseln und wie auch die Metall-Oberflächenreinigung lässt sie außer Acht, dass in steigender Tendenz auch andere Materialien wie Kunst- und Verbundwerkstoffe gereinigt werden. Der Begriff Bauteilreinigung blendet aus, dass auch Ausgangsmaterialien wie Stahlprofile und -bleche gereinigt werden und die Entfettung beschreibt nur ein Teilgebiet, denn in der übergroßen Mehrzahl der Fälle müssen auch Späne, Abrieb, Partikel, Salze etc. mit abgereinigt werden.
Die Bezeichnungen „Gewerbliche und industrielle Teilereinigung“, „Teilereinigung in Handwerk und Industrie“ oder „Gewerbliche Teilereinigung“ beschreiben deshalb vermutlich das Fachgebiet am treffendsten. Es gibt Fachleute, die den Begriff „Industrielle Teilereinigung“ bevorzugen, um so Instandhaltung von Gebäuden, Räumen, Gelände, Fenster, Böden, Mischtanks, Maschinen, Hygiene, Händewaschen, Duschen etc. auszugrenzen.

## Bestandteile und ihr Zusammenwirken

Faktoren

Reinigungstätigkeiten in diesem Sektor lassen sich nur durch eine Beschreibung der Interaktionen einer ganzen Reihe von Faktoren ausreichend darstellen. 

### Reinigungsgut
Ausgangspunkt stellt das Reinigungsgut dar. Dieses kann aus unbearbeiteten oder kaum bearbeiteten Stählen, Blechen und Drähten bestehen. Aber auch bearbeitete Werkstücke sowie zusammengesetzte Bauteile zählen zum Reinigungsgut. Dabei können ganz unterschiedliche Werkstoffe vorliegen und auch Kombinationen aus verschiedenen Metallen und sogar Kunststoffen oder Verbundstoffen kommen häufig vor. Diese nehmen sogar einen immer breiteren Raum ein, weil beispielsweise in der Autoindustrie vermehrt leichte Materialien eingesetzt werden.
Masse und Größe können sehr wichtig für die auszuwählenden Reinigungsmethoden werden. So werden etwa lange Schiffswellen meist manuell (händisch) gereinigt, während kleine Wellen für elektrische Geräte z. B. als Schüttgut in hochautomatisierten Anlagen gereinigt werden.
Ähnlich wichtig ist die Geometrie der Teile. So gehören etwa lange, dünne verwinkelte Bohrungen, in denen sich eventuell noch eingeklemmte Späne befinden, mit zu den größten Herausforderungen in diesem Fachgebiet. Hier werden u. a. Roboter eingesetzt, die programmiert sind, die Bohrungen unter hohem Druck exakt auszuspülen.

### Verunreinigungen
Das Reinigungsgut ist mit unerwünschten Stoffen, den Verunreinigungen oder Kontaminationen, bedeckt. Diese werden flexibel definiert. In bestimmten Fällen können manche Bedeckungen durchaus erwünscht sein und man will z. B. eine Farbbeschichtung nicht angreifen, sondern nur darauf liegendes Material entfernen. Will man aber beispielsweise eine Rissprüfung vornehmen, so müssen die Farbschichten entfernt werden und sie zählen in diesem Fall zu den unerwünschten Stoffen.
Die Einteilung der Verunreinigungen erfolgt dabei zunächst nach dem Schichtaufbau:

Aufbau einer metallischen Oberfläche

- Verformte Grenzschicht, > 1 µm
- Reaktionsschicht, 1 bis 10 nm
- Sorptionsschicht, 1 bis 10 nm
- Kontaminationsschicht, > 1 µm

Siehe Illustration 2: Aufbau einer metallischen Oberfläche nach:
Je näher die Schichten an der Substratsoberfläche liegen, umso mehr Energie muss aufgewendet werden, um sie zu entfernen. Entsprechend erfolgt eine mögliche Klassifizierung der Reinigung nach der Art des Energieeintrags:
- mechanisch – abrasiv: Strahlen, Schleifen
- mechanisch – nicht-abrasiv: Rühren, Mischen, Ultraschall, Spritzen
- thermisch – reaktiv: Wärmebehandlung weit über 100 °C in reaktiven Gasen
- thermisch – nicht-reaktiv: Temp. unter 100 °C, erhöhte Badtemperatur, Dampfentfettung, in Abhängigkeit vom Reinigungsmittel
- chemisch – abrasiv/reaktiv: Beizen in flüssigen Lösungen, Plasma unterstützt, sputter-cleaning, Elektropolieren
- chemisch – nicht-reaktiv: organische Lösemittel, wässrige Lösungen, überkritisches CO2

Die Verunreinigungsschicht kann dann weiter unterteilt werden nach:
- Herkunft
- Zusammensetzung: Z. B.  können Kühlschmierstoffe (KSS) ganz unterschiedlich zusammengesetzt sein, einzelne Komponenten können gerade bei Lohnreinigern, die keine Kontrolle über die Bearbeitungsschritte haben, zu großen Problemen führen. So stören etwa Silikate beim Nitrieren.
- Aggregatzustand
- Chem./physikalischen Eigenschaften

Die American Society for Testing and Materials (ASTM) präsentiert in ihrem Handbuch „Choosing a cleaning process“ sechs Gruppen von Verschmutzungen und stellt sie den gängigsten Reinigungsverfahren gegenüber, wobei detailliert auf die Eignung der Reinigungsprozesse zur Entfernung der gegebenen Verschmutzungen eingegangen wird und Musterreinigungsprozesse für verschiedene typische Anwendungen aufgeführt werden. Da aber sehr viele unterschiedliche Aspekte bei der Auswahl der Verfahren zu berücksichtigen sind, kann dies nicht mehr als eine erste grobe Orientierung sein. Die einzelnen Verschmutzungsgruppen lauten:
- Pigmenthaltige Ziehmittel
- Pigmentfreie Öle und Fette
- Späne und Schneidöle/KSS
- Polier- und Schleifmittel
- Rost und Zunder
- Sonstige

### Beschickung
Um Reinigungstechnik und Medien passend auswählen zu können, sollte weiterhin bekannt sein, welche Anzahl und mit welchem Durchsatz zu reinigen ist. Geringe Stückzahlen sind kaum wirtschaftlich in größeren Anlagen zu reinigen. Auch die Form der Beschickung ist festzulegen. Empfindlichere Teile müssen manchmal in den Chargenbehältern fixiert werden. Besonders vorteilhaft in der Beschickung ist das Schüttgut, allerdings ist es hier sehr schwierig bei aufeinander liegenden flächigen Teilen eine ausreichende Reinigung zu erzielen und eine Trocknung sicherzustellen.

### Ort der Reinigung
Weitere Bedingung bei der Auswahl ist dann die Frage, ob vor Ort gereinigt werden muss, was bei Reparaturen und Wartungen der Fall sein kann.
Üblicherweise läuft die Reinigung aber in der Werkstatt ab. Dabei soll oft die Beschickung in den Produktionsprozess integriert sein und die Reinigung z. B. Teil des Montagebands sein, was erhöhte Anforderungen an die Anlagentechnik hinsichtlich Größe und Durchsatzvermögen stellt.
Solche Anlagen sind oft exakt an die Anforderungen hinsichtlich Reinigungsgut, Verunreinigungen und Beschickungsverfahren angepasst (Spezialanlagen). Standard sind allerdings noch immer zentrale Reinigungseinrichtungen, die dann auch meist als Multitask-Anlagen angefertigt sind, d. h. sie können verschiedene Reinigungsanforderungen erfüllen. Ein einfaches typisches Beispiel sind die in vielen Werkstätten anzutreffenden Waschtische oder einfachen Reinigungsautomaten.

### Reinigungstechnik
Zunächst lässt sich unterscheiden zwischen:
- Manuellen
- Maschinellen
- Automatischen und
- Roboter-unterstützten

Techniken
Der Reinigungsvorgang kann in einem einzigen Schritt vollzogen werden, dies gilt besonders für die manuelle Reinigung, aber typischerweise läuft er in mehreren Schritten ab. Dabei können in komplexen Anlagen (z. B. in der Medizintechnik oder optischen Industrie) durchaus bis zu 10 bis 20 verschiedene Schritte durchlaufen werden. Besonders unübersichtlich kann dies auch deshalb werden, weil oft Nicht-Reinigungsschritte in die Anlagen integriert sind: z. B. das Aufbringen von Korrosionsschutz oder das Phosphatieren. Andererseits kann auch die Reinigung selbst in andere Verfahren integriert sein, wie etwa bei der Galvanik oder dem Feuerverzinken als Vorbehandlungsschritt.
Folgender Ablauf ist häufig anzutreffen:
1. Vorreinigung
2. Hauptreinigung
3. Spülen
4. Spülen mit deionisiertem Wasser
5. Spülen mit Korrosionsschutz
6. Trocknen

Jeder dieser Schritte kann dabei in einem eigenen Bad oder Behälter ablaufen oder im Falle der Spritzreinigung einen eigenen Bereich haben (Reihen- bzw. Mehrkammeranlagen). Sehr oft laufen aber die verschiedenen Schritte auch in einer einzigen Kammer ab, in die dann die jeweiligen Reinigungsmedien im Wechsel eingespeist werden (Einkammeranlagen).
Die Reinigungsmedien spielen neben Technik und Verfahren eine ganz zentrale Rolle, da sie letztlich den Schmutz vom Substrat entfernen.
Verwendet werden als flüssige Medien wässrige Reiniger, Emulsionsreiniger (sie bestehen aus einer Emulsion von Lösemittel in Wasser), Kohlenwasserstofflösemittel (KWL) und halogenierte Kohlenwasserstoffe. Üblicherweise wird hier von chlorierten Stoffen gesprochen. Es werden jedoch auch in geringem Umfang bromierte und fluorierte Mittel eingesetzt, deshalb wird hier der übergeordnete Begriff gewählt. Die traditionellen chlorierten Reiniger (CKW) Tri und Per werden heute nur noch in geschlossenen Anlagen unter Vakuum eingesetzt, wobei mit den modernen Volumenverschiebe-Verfahren so gut wie keine Emissionen mehr auftreten.
Wässrige Reiniger werden meist aus einer Kombination von Inhaltsstoffen (Builder, Tenside, Komplexbildner) hergestellt.
Bei den Kohlenwasserstofflösemitteln gibt es eine Reihe neuerer Entwicklungen, wie z. B. die Pflanzenölester, die modifizierten Alkohole und die dibasischen Ester.
Für bestimmte Anwendungen wie z. B. das Ablösen von Formsand und Zunder von Gussteilen oder das Entfernen von Emaille-Schichten werden Salzschmelzen eingesetzt.
Die wässrigen Reiniger haben Vorteile bei partikulären und polaren Verschmutzungen, erfordern aber meist einen relativ großen Energieeinsatz. Die Lösemittel punkten bei fettigen und öligen Verschmutzungen haben aber ihre Gesundheits- und Umweltrisiken. Viele sind außerdem brennbar und schaffen dadurch Feuer- und Explosionsgefahren.
Ein relativ neuer Ansatz bei den festen Medien/Strahlverfahren besteht im Einsatz von CO2-Trockeneis in Form von Pellets für gröbere Anforderungen oder in Form von Schnee für empfindlichere Materialien oder Bauteile.
Daneben gibt es aber auch Verfahren, die ohne Reinigungsmedien auskommen: Vibrations-, Laser-, Bürst- und Blas-Saug-Verfahren.
Neben den Reinigungsmedien und den zugehörigen Temperaturen sind alle Reinigungsschritte auch durch ihre jeweilige spezielle Agitation/Applikation (mechanische Wirkung) gekennzeichnet. Auch hier gibt es eine große Spannweite unterschiedlicher Methoden und Kombinationen dieser Methoden:
- Sprühen
- Spritzen
- Strahlen
- Fluten
- Dampfentfettung
- Bewegen des Reinigungsgutes (Drehen, Oszillieren, Schwenken)
- Badumwälzen
- Eindüsen von Gasen
- Unterdruckkochen
- Injektionsfluten
- Druckfluten
- Hydroson
- Ultraschall verschiedener Frequenzen (hochfrequenter US ab 1 MHz, eingesetzt bei empfindlichen Bauteilen, wird im Englischen Sprachraum als Megasonic bezeichnet), siehe auch Ultraschallreinigungsgerät

Schließlich wird jeder Reinigungsschritt auch durch die Zeit gekennzeichnet, in der sich das Reinigungsgut in der betreffenden Zone/ dem Bad/Behälter aufhält und somit Medium, Temperatur und Agitation auf die Verunreinigungen einwirken können.
Jede Reinigungstechnik benötigt eine sog. Peripherie. Darunter erfasst man zum einen Maßnahmen und Techniken der Badpflege und Badkontrolle (Standzeitverlängerung) und zum anderen Maßnahmen zum Schutz von Mensch und Umwelt.
Die Reinigungsmittel werden in den meisten Anlagen immer wieder verwendet, bis ihre Reinigungsleistung schließlich zu gering ist bzw. das maximal tolerierbare Schmutztragevermögen erreicht ist. Um diesen Austausch-Zeitpunkt möglichst weit hinauszuzögern werden ausgeklügelte Aufbereitungsanlagen eingesetzt, die Verunreinigungen und erschöpfte Reiniger aus dem System entfernen. Gleichzeitig müssen Reinigungsmittel zudosiert werden, was auch eine Badüberwachung erfordert. Letztere erfolgt mehr und mehr online und erlaubt eine Computer gesteuerte automatische Nachschärfung des Bades. Mithilfe von Ölabscheidern, demulgierenden Reinigern, Ultrafiltrationsanlagen oder Verdampfern lassen sich heute wässrige Prozesse „abwasserfrei“ fahren. Komplette Badwechsel sind im Schnitt nur noch alle 3 bis 12 Monate erforderlich.
Bei den organischen Lösemitteln wird zur Standzeitverlängerung meistens destilliert, was eine besonders effektive Trennung von Reinigungsmedien und Verunreinigung erlaubt.
Die Peripherie umfasst des Weiteren Maßnahmen zum Schutz der Beschäftigten, etwa Einrichtungen zur Anlagenkapselung, automatischen Abschaltung, automatischen Befüllung mit den Reinigungsmedien (z. B. Gaspendelverfahren), Explosionsschutzsysteme, Absauganlagen etc., sowie Maßnahmen zum Schutz der Umwelt, z. B. die Erfassung flüchtiger Lösemittel, Auffangwannen, die Abscheidung, Behandlung, Verarbeitung und Entsorgung der entstehenden Abfälle. Hier haben die Reinigungsverfahren auf Lösemittelbasis Vorteile, da sich Schmutz und Reiniger besser trennen lassen, während sich dies bei wässrigen Verfahren aufwendiger gestaltet.
Bei den medienfreien Verfahren wie Laserbehandlung und Vibrationsreinigung fällt i. d. R. nur der abgereinigte Schmutz zur Entsorgung an und nicht zusätzlich verbrauchter Reiniger. Im Verhältnis gesehen wenig Abfall erzeugen Verfahren wie (CO2-)Trockeneisstrahlen/Schneestrahlen und automatisierte Bürstreinigung.

### Qualitätsanforderungen
Die Standardisierung der Qualitätsanforderungen an eine gereinigte Bauteiloberfläche im Hinblick auf den Nachfolgeprozess (Beschichtung, Wärmebehandlung) bzw. aus technisch funktionaler Sicht (Verwendungszweck) ist nicht möglich. Die Einteilung in relativ allgemeine Bereiche ist jedoch möglich. Es wurde versucht die Reinigung in das Korsett der Metallbearbeitung zu schnüren (DIN 8592: Reinigung als Unterkategorie der Trennverfahren), was der Vielschichtigkeit der Reinigung nicht gerecht werden kann.
Zu den eher allgemein gehaltenen Regeln gehört die Klassifizierung in Zwischenreinigung, Endreinigung, Fein- und Feinstreinigung (siehe Tabelle), die in der Praxis nur als generelle Richtschnur angesehen wird.
| Bezeichnung                                                                      | max. zulässiger Schmutz (nach Hertlein) | Soils removed (nach Durkee)                                        | Erläuterungen                                        |
| -------------------------------------------------------------------------------- | --------------------------------------- | ------------------------------------------------------------------ | ---------------------------------------------------- |
| Zwischenreinigung                                                                |                                         |                                                                    | beispielsweise in der spanenden Fertigung            |
| Endreinigung                                                                     | ≤ 500 mg/m² (1)                         | Mil-sized particles and residues thicker than a monolayer          | beispielsweise vor der Montage oder der Beschichtung |
| - Teile zum Phosphatieren, Lackieren, Emaillieren                                | 500 … 5 mg·C/m² (2)                     |                                                                    |                                                      |
| - Teile zum Einsatzhärten, Nitrieren, Nitrocarbonisieren resp. Vakuum Behandlung | 500 … 5 mg·C/m² (2)                     |                                                                    |                                                      |
| - Teile zum Galvanisieren, elektronische Teile                                   | 20 … 5 mg·C/m² (2)                      |                                                                    |                                                      |
| Feinreinigung (engl. precision cleaning)                                         | ≤ 50 mg/m² (1)                          | Supermicron particles and residues thinner than a monolayer        | Controlled environment (Durkee)                      |
| Feinstreinigung (engl. critical cleaning)                                        | ≤ 5 mg/m² (1)                           | Submicron particles and non-volatile residue measured in Angstroms | cleanroom (Durkee)                                   |

Anmerkungen:
(1) bezogen auf den Gesamtschmutz
(2) nur auf C bezogen
In der Praxis gilt deshalb nach wie vor, dass die Qualitätsanforderungen erfüllt sind, wenn der Folgeprozess (siehe unten) keine Probleme aufwirft, also beispielsweise die Lackschicht nicht vor der geforderten Zeit abblättert.
Wo dies nicht ausreicht, besonders bei externen Aufträgen, gibt es in Ermangelung verbindlicher Standards kundenspezifische Vorgaben etwa zum Restschmutz, zum Korrosionsschutz, Flecken, Glanzgrad etc.
Messverfahren zur Sicherstellung der Qualität spielen deshalb auch keine besonders große Rolle in den Werkstätten, obwohl es eine breite Palette unterschiedlicher Verfahren gibt, die von der visuellen Prüfung über einfache Testmethoden (u. a. Wasserablaufprobe, Wischtest, Kontaktwinkelmessung, Testtinten, Tesafilm-Test) bis hin zu aufwendigen Untersuchungsmethoden reichen (u. a. Gravimetrie, Particle counter, Infrarot-Spektroskopie, UV-Fluoreszenzmessung, Glimmentladungsspektroskopie, Röntgenfluoreszenzanalyse, Elektronenspektroskopie und elektrochemische Messverfahren). Allerdings gibt es kaum Verfahren, die sich direkt in der Linie einsetzen lassen und reproduzierbare und vergleichbare Ergebnisse bieten. Hier sind erst in neuerer Zeit größere Entwicklungsschritte erfolgt (siehe z. B.).
Die generelle Situation hat sich erst in jüngster Zeit geändert, weil in der Automobilindustrie die Reinheitsanforderungen an bestimmte Bauteile dramatisch steigen. Brems- und Einspritzsysteme beispielsweise müssen immer kleinere Durchmesser haben und immer höheren Drücken standhalten. Auch eine geringfügige Partikelverschmutzung kann deshalb zu großen Problemen führen. Bei der steigenden Innovationsgeschwindigkeit kann man es sich nicht mehr leisten, mögliche Fehler erst relativ spät zu erkennen. Deshalb wurde für diesen Bereich der Standard VDA 19/ISO 16232 „Road Vehicles – Cleanliness of Components of Fluid Circuits“ entwickelt, der Verfahren beschreibt, mit denen die Einhaltung der Sauberkeitsvorgaben geprüft werden kann.

### Folgeprozess
Von besonderer Bedeutung bei der Auswahl der Reinigungstechnik, der Reinigungsmittel und der Verfahren sind die Prozesse, die mit den gereinigten Teilen durchgeführt werden sollen.
Die Einteilung folgt im Wesentlichen der Metallfachkunde:
- Bearbeiten,
- Trennen
- Fügen
- Beschichten
- Wärmebehandlung
- Montage
- Messen, Prüfen
- Reparatur, Wartung

Im Laufe der Zeit haben sich Erfahrungswerte gebildet, wie gründlich die Reinigung erfolgen muss, um diese Prozesse für die jeweilige Garantie-Periode und darüber hinaus zu gewährleisten. Bei der Auswahl der Reinigungsverfahren bildet deshalb der Folgeprozess häufig den Ausgangspunkt.

## Herausforderungen und Tendenzen
Obige Ausführungen zeigen wie außerordentlich komplex das Fachgebiet ist. Bereits kleine Änderungen in den Anforderungen können komplett andere Prozesse erforderlich machen. Damit entzieht es sich einer streng wissenschaftlich-technischen Determination. Andererseits wird es immer wichtiger, den geforderten Reinheitsgrad möglichst kostengünstig bei minimalen Risiken für Mensch und Umwelt zu erreichen, da die Reinigung inzwischen von zentraler Bedeutung für die Wertschöpfungskette in der Produktion geworden ist. Die Anwender verlassen sich in der Regel auf einen kleinen Kreis ihnen bekannter Hersteller, die aufgrund ihres großen Erfahrungsschatzes geeignete Anlagen und Prozesse benennen können, die dann in Technikumsversuchen an die detaillierten Anforderungen angepasst werden. Jedoch bleiben diese Anbieter auf die in ihren Häusern entwickelte Technologie beschränkt. Um den Praktikern jedoch alle passenden Möglichkeiten entsprechend ihrem Anforderungsprofil anbieten zu können, wurden von verschiedenen Instituten unterschiedliche Tools entwickelt:
- SAGE: Ein umfassendes Expertensystem für Teilereinigung und Entfettung, das entsprechend den Anwenderanforderungen eine abgestufte Liste mit relativ allgemeinen Verfahren online zur Verfügung stellte (2007 leider vom Netz genommen). Entwickelt vom Surface Cleaning Programme am Research Triangle Institute, Raleigh North Carolina USA, in Kooperation mit der U.S. EPA.
- Cleantool: Eine „Best Practice“ Datenbank mit umfassenden und konkreten Dokumentationen, die direkt in den Anwenderbetrieben erhoben werden. Diese Datenbank enthält des Weiteren ein integriertes Beurteilungsinstrument, das Technologie, Qualität, Arbeits- und Umweltschutz sowie Kosten abdeckt; außerdem enthalten ist ein umfassendes Glossar; (in 4 Sprachen, )
- Bauteilreinigung: Ein Auswahlsystem zur Bauteilreinigung der Technischen Universität Dortmund mit dem Nutzer ihre Reinigungsaufgabe im Hinblick auf die verwendbaren Reinigungsverfahren und Reinigungsmittel analysieren lassen können (nur auf Deutsch, ).
- TURI, Toxic Use Reduction Institute: Eine Abteilung der Universität Lowell im US-Staat Massachusetts, die die Ergebnisse ihrer Metalloberflächenreinigungs-Tests für verschiedene Unternehmen hier veröffentlicht hat (nur auf Englisch, ).